# I'm a Rainbow
I'm a Rainbow (español: Soy un arcoíris) es el noveno álbum de estudio de la cantante Donna Summer grabado en 1981 que permaneció inédito hasta 1996.
Después de convertirse en una de las artistas más vendidas e importantes de la era disco en la década de los 70, Summer firmó con Geffen Records en 1980 y lanzó el álbum de new wave The Wanderer y I'm a Rainbow, un álbum doble orientado a la música dance, el cual sería lanzado a continuación (Summer había ganado mucho éxito gracias a sus álbumes dobles durante los 70). Sin embargo, Geffen no estaba contento con el esfuerzo resultante e insistió en que Summer dejara de trabajar con Moroder y Bellotte, quienes habían producido y coescrito gran parte del material de Summer desde que inició su carrera en 1974. En el lugar de ambos fue asignado el productor Quincy Jones con quien trabajó en 1982 para el álbum Donna Summer.
Con los años, algunas canciones de I'm a Rainbow se empezaron a escabullir. "Highway Runner" apareció en la banda sonora de Fast Times at Ridgemont High al año siguiente y "Romeo" apareció en la banda sonora de Flashdance (1983). Remixes de dos pistas aparecieron diez años más tarde en el recopilatorio The Donna Summer Anthology: "I'm a Rainbow" (escrita por Bruce Sudano, esposo de Summer) y una versión de "Don't Cry for Me Argentina" del musical Evita.
Algunas copias bootleg (edición no autorizada) circularon entre los aficionados durante años antes de que el álbum finalmente fuera lanzado bajo el sello Mercury, una división de PolyGram, en 1996. La carátula original del álbum nunca pudo ser localizada, pero la de este lanzamiento es muy similar a la de su LP de 1982.
Si bien todo el álbum está orientado a la música dance, este se combina con varios estilos musicales diferentes, haciéndolo uno de los álbumes más diversos de Summer. Algunos de los estilos explorados incluyen el synthpop británico de los 80, el pop rock y las baladas.

## Versiones
Varias de las canciones fueron dejadas con licencia para otros artistas. The Real Thing versionó "I Believe in You" a finales de 1981, Anni-Frid Lyngstad del grupo ABBA grabó "To Turn the Stone" (producida por Phil Collins) en su álbum de 1982 Something's Going On, y también se incluyó en el álbum de Joe Esposito y Giorgio Moroder Solitary Men (1983), mientras que Amii Stewart grabó "You to Me" y "Sweet Emotion" para su álbum homónimo del mismo año.

## Lista de canciones
| N.º | Título                                        | Escritor(es)                     | Duración |  |
| 1.  | «I Believe (In You)» (Dueto con Joe Esposito) | Harold Faltermeyer, Keith Forsey | 4:31     |  |
| 2.  | «True Love Survives»                          | Pete Bellotte, Donna Summer      | 3:38     |  |
| 3.  | «You to Me»                                   | Bellotte, Sylvester Levay        | 4:40     |  |
| 4.  | «Sweet Emotion»                               | Bellotte, Levay                  | 3:45     |  |
| 5.  | «Leave Me Alone»                              | Faltermeyer, Forsey              | 4:06     |  |
| 6.  | «Melanie»                                     | Giorgio Moroder, Summer          | 3:40     |  |
| 7.  | «Back Where You Belong»                       | Faltermeyer, Forsey              | 3:53     |  |
| 8.  | «People Talk»                                 | Moroder, Summer                  | 4:16     |  |
| 9.  | «To Turn the Stone»                           | Bellotte, Moroder                | 4:21     |  |
| 10. | «Brooklyn»                                    | Bellotte, Levay, Summer          | 4:36     |  |
| 11. | «I'm a Rainbow»                               | Bruce Sudano                     | 4:07     |  |
| 12. | «Walk On (Keep on Movin')»                    | Bellotte, Moroder                | 3:51     |  |
| 13. | «Don't Cry for Me Argentina»                  | Andrew Lloyd Webber, Tim Rice    | 4:29     |  |
| 14. | «A Runner With the Pack»                      | Bellotte                         | 4:08     |  |
| 15. | «Highway Runner»                              | Moroder, Summer                  | 3:29     |  |
| 16. | «Romeo»                                       | Bellotte, Levay                  | 3:19     |  |
| 17. | «End of the Week»                             | Bellotte, Levay                  | 3:39     |  |
| 18. | «I Need Time»                                 | Bellotte, Moroder, Summer        | 4:24     |  |

## Producción y personal
- Producido por Giorgio Moroder y Pete Bellotte
- Productores ejecutivos: Bas Hartong y Bill Levenson
- Coordinación de producción: Terri Tierney
- Ingeniero: Brian Reeves
- Diseño: Sandra Monteparo
- Masterización: Ken Perry
- Asistente de proyecto: Catherine Ladis
- Investigación: Don Charles
- Notas: William Meisinger
- Intérpretes: Donna Summer y Joe Esposito (pista 1)

- Datos: Q3788317